# Lư Long

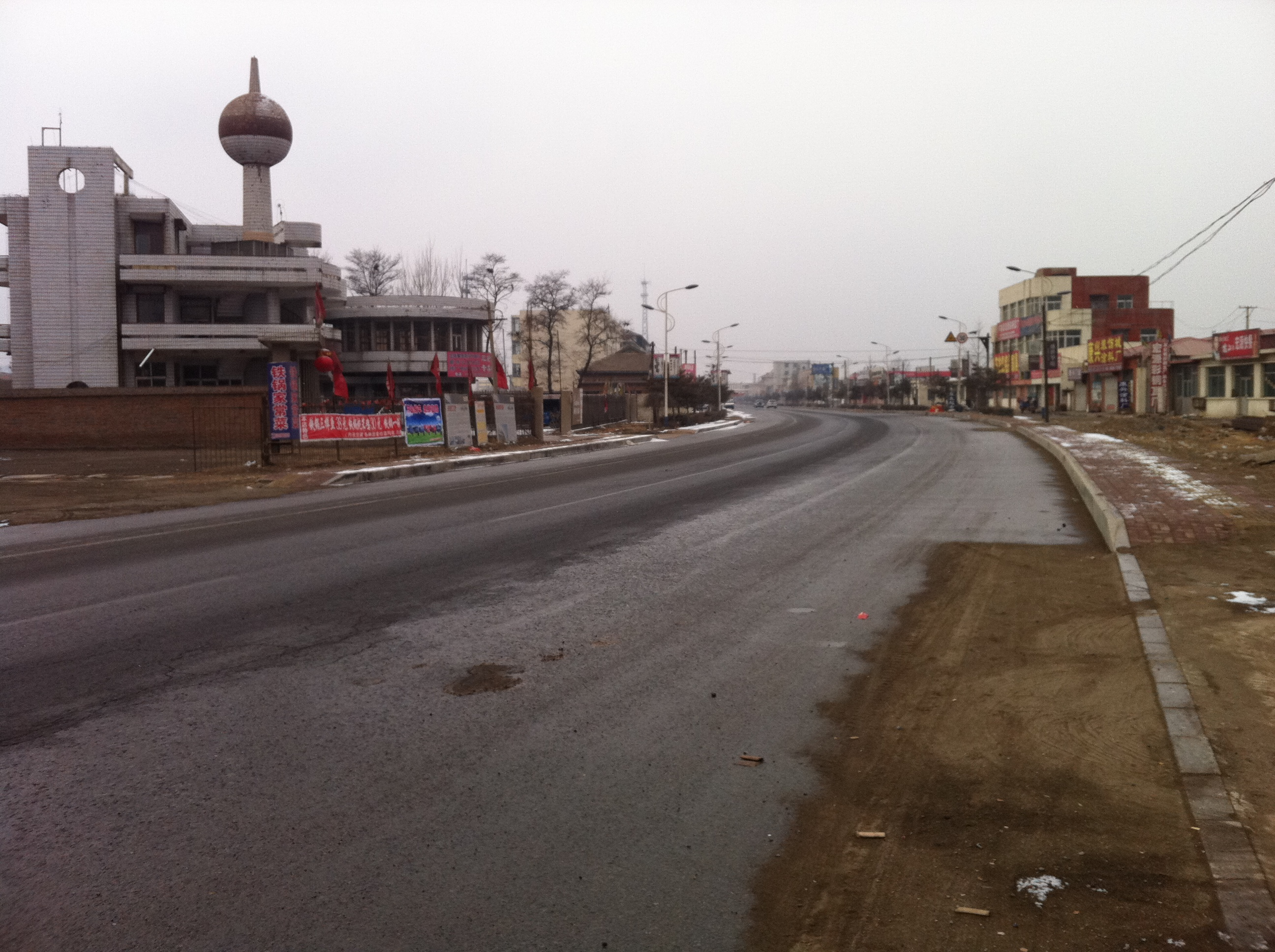
Hình ảnh thành phố Lulong, Qinhuangdao, Hebei, China

Lư Long (chữ Hán giản thể: 卢龙县) là một huyện thuộc địa cấp thị Tần Hoàng Đảo, tỉnh Hà Bắc, Cộng hòa Nhân dân Trung Hoa. Huyện này có diện tích 945 km², dân số năm 2001 là 420.000 người. Mã số bưu chính là 066400. Về mặt hành chính, huyện này được chia thành 6 trấn, 6 hương.
- Trấn: Lư Long, Song Vọng, Lưu Điền Các Trang, Thạch Môn, Yên Hà Doanh, Phan Trang.
- Hương: Trần Quan Đồn, Cáp Bạc, Mộc Tỉnh, Ấn Trang, Hạ Trại, Lưu Gia Doanh.